# No Freedom
No Freedom – singel Dido z albumu Girl Who Got Away.

## Lista utworów

### Wersja digital download
| 1. | "No Freedom"                              | 3:18  |
|    |                                           |       |
| 2. | "No Freedom" (Benny Benassi Remix)        | 6:01  |
|    |                                           |       |
| 3. | "No Freedom" (Tom Swoon Remix)            | 5:48  |
|    |                                           |       |
| 4. | "Quiet Times" (Live Acoustic, Abbey Road) | 3:09  |
|    |                                           |       |
|    |                                           | 18:16 |
|    |                                           |       |

## Notowania

### Media polskie
| Stacja                        | Lista przebojów                      | Najwyższa pozycja |
| ----------------------------- | ------------------------------------ | ----------------- |
| Radio BIELSKO                 | Codzienna Lista Przebojów            | 3                 |
| Radio Złote Przeboje          | Lista Przebojów Radia Złote Przeboje | 2                 |
| Program 3 Polskiego Radia     | LP3                                  | 9                 |
| Polskie Radio Pomorza i Kujaw | Lista Przebojów Radia PiK            | 4                 |
| RDC                           | Extralista                           | 5                 |
| RMF FM                        | Poplista                             | 1                 |
| Radio Szczecin                | Szczecińska Lista Przebojów          | 3                 |

### Pozycja w różnych krajach
| Kraj                      | Pozycja utworu |
| ------------------------- | -------------- |
| Belgia (Flandria)         | 43             |
| Belgia (Walonia)          | 18             |
| Brazylia                  | 73             |
| Francja                   | 64             |
| Holandia                  | 98             |
| Korea Południowa          | 30             |
| Niemcy                    | 59             |
| Polska                    | 6              |
| Rosja                     | 30             |
| Szwajcaria                | 28             |
| Stany Zjednoczone Ameryki | 51             |
| Ukraina                   | 35             |
| Wielka Brytania           | 51             |

## Teledysk
Wideoklip miał premierę w serwisie YouTube/Vevo 3 marca 2013 roku. Trwa 3 minuty i 15 sekund. Obraz przedstawia artystkę śpiewającą do ukochanego siedzącego naprzeciw niej w czasie, kiedy za oknem przechodzi parada. W to wszystko wmieszały się wspomnienia z dzieciństwa. Reżyserem teledysku jest Ethan Lader.